# Özgür Dengiz
Özgür Dengiz (1980) is een Turkse seriemoordenaar en kannibaal. Hij bekende de moorden op twee mannen, het opeten van een van hen en een poging een derde slachtoffer te doden. Dengiz is ook bekend als de Kannibaal van Ankara.
Dengiz verdween voor het eerst achter de tralies toen hij op zijn 17e een vriend vermoordde. Nadat zijn vader hem aangaf, werd hij veroordeeld tot tien jaar gevangenisstraf, maar kwam na vier jaar voorwaardelijk vrij. Op aandringen van zijn vader meldde Dengiz zich vervolgens aan bij het leger.

## Geweldsgolf
Dengiz pleegde op 5 juni 2007 de eerste moord in de terreurgolf waarvoor hij uiteindelijk weer opgepakt werd. De eigenaar van een computerwinkel, Sedat Erzurumlu, was het slachtoffer. Hoewel hij wilde gaan eten van Erzurumlus vlees, besloot hij dat er te veel mensen in de buurt waren en ging ervandoor met twee laptops.
Abbas İnan werd op 9 augustus 2007 acht keer in zijn hoofd en buik geschoten door Dengiz, maar wist toch te ontkomen en overleefde de aanval.
Nadat Dengiz al een vuilnisman beschoot op 12 september 2007, schoot hij later op de dag Cafer Er (55) tweemaal door het achterhoofd. Vervolgens trok hij het lijk in zijn auto, om het daar te villen met een slagersbijl. Het vlees at hij gedeeltelijk ter plekke rauw op en de rest stopte hij in zijn tas. De overblijfselen van het lijk dumpte Dengiz op de vuilnisbelt van Mamak (een district van Ankara), waar hij eerder de vuilnisman beschoot. Thuis stopte hij het vlees van Er in de ijskast, nadat hij er eerst wat van voerde aan honden op straat.

## Arrestatie
Dengiz stal de mobiele telefoon van Erzurumlu, maar verloor deze bij de moord op Er. Dit betekende zijn einde. De politie spoorde Dengiz op met behulp van telefoongegevens die hij achterliet door met de gestolen mobiel te bellen. Bij een huiszoeking in zijn appartement werd een plastic zak vlees aangetroffen, die uit analyse bleek te bestaan uit een menselijke arm, bil en dij. Tevens bleek Dengiz in bezit van het vuurwapen waarmee Erzumlu werd neergeschoten.
Dengiz verklaarde tijdens verhoren 'mensenvlees en -bloed simpelweg heerlijk te vinden'. Het was zijn bedoeling geweest om bij eerdere aanvallen nog meer mensen te vermoorden en op te eten. Volgens Dengiz moest hij 'van God mensen bestraffen'.